# Handel kobietami (obraz Joaquína Sorolli)
Handel kobietami (hiszp. Trata de blancas) – obraz hiszpańskiego malarza Joaquína Sorolli namalowany techniką olejną w 1884 roku i podpisany w 1895. Dzieło porusza temat prostytucji w sposób realistyczny, odnosi się do problemu społecznego z perspektywy współczucia, a nie krytyki. Wpisuje się w kanon obrazów, które Sorolla zrealizował na potrzeby konkursów artystycznych, gdzie temat realizmu socjalnego był nurtem wiodącym.
Obraz został zrealizowany techniką olejną na płótnie o wysokości 166,5 cm oraz szerokości 195 cm. Należy Do Muzeum Sorolla w Madrycie, choć był wystawiany  również w innych galeriach, jak Muzeum Narodowe Prado w Madrycie. Pojawił się także na wystawie w Buenos Aires w 1898.

## Analiza obrazu
Na obrazie została przedstawiona grupa pięciu kobiet ubranych po wiejsku, przykrytych kocami i z chustami na głowach. Kobiety ukazano podczas spoczynku, czworo z nich, podpierając głowy rękami, śpi. Tylko jedna, najstarsza, ubrana na czarno, pozostała czujna. Poprzez przedstawienie wąskiej i ciasnej przestrzeni, w której znajdują się kobiety, autor symbolicznie zaznacza uwięzienie i niemożność ucieczki przed przeznaczeniem. Bez wątpliwości aluzja do prostytucji jest bardzo dyskretna, co ujawnia wyczucie malarza oraz jego wyrozumiałe podejście do tematu.
Obraz był przedmiotem zarówno pozytywnej jak i negatywnej krytyki. Negatywne opinie pochodziły głównie ze środowiska tradycjonalistycznego, głos w sprawie zabierali katoliccy moraliści, według których malarz tak wybitny jak Sorolla "splamił swój piękny i lśniący pędzel brudem lupanarów", nazwali ten i inne obrazy o podobnej tematyce nieprzyzwoitymi.